# Franz Gustav Arndt
Pour les articles homonymes, voir Arndt.

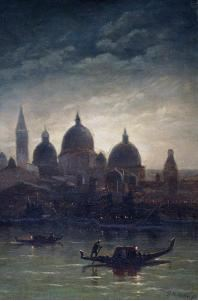
Venise au clair de lune

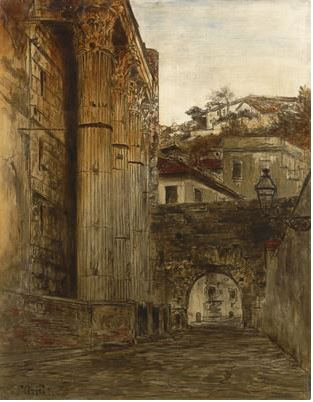
Complexe du temple italien

Franz Gustav Arndt, né le 20 août 1842 à Lobsens, arrondissement de Wirsitz et mort le 13 mars 1905 à Blasewitz, est un peintre prussien de paysage et de genre. 

## Biographie
Franz Gustav Arndt naît le 20 août 1842 à Lobsens.
Il est le fils du juge de district Gustav Wilhelm Arndt et de son épouse Henriette Charlotte, née Doenniges. Son frère, Wilhelm Arndt (en), devient un historien et un paléographe réputé. 
Il étudie à l'École d'art saxonne grand-ducale de Weimar auprès d'Alexandre Michelis et de Theodor Hagen. En 1876, il y devient professeur de peinture de paysage et, de 1879 à 1881, il est secrétaire de l'École des beaux-arts. Il est également membre de la "Société des gravures" de Weimar. 
De 1872 à 1877, il effectue plusieurs voyages d'études en Italie. En 1884, il quitte ses fonctions à l'école et s'installe à Berlin. Trois ans plus tard, il déménage à nouveau, à Blasewitz, près de Dresde.
Il existe un tableau d'Arndt dans la maison de Liszt à Weimar qui pourrait représenter Liszt dans la grotte du Sphinx dans le parc de l'Ilm, qui était l'un des endroits préférés de Liszt à Weimar. Mais cela suppose une scène des Consolations de Liszt. Il est également connu pour Les Quatre Saisons, créé en collaboration avec Hieronymus Christian Krohn (de), dans la salle à manger du célèbre collectionneur d'art Eduard Friedrich Weber, achevé en 1877.
Franz Gustav Arndt meurt le 13 mars 1905 à Blasewitz.

## Œuvres
- Sommermorgen in der Rhön. 1868
- Ein norddeutsches Kirchlein. 1872
- Elegie. 1873, in London prämiert
- Brunnen auf Capri. 1874
- Arbeiterfamilie. Motiv von Capri, 1875
- Die vier Jahreszeiten. Quatre peintures à l'huile réalisées en collaboration avec Hieronymus Christian Krohn pour la salle à manger de l'ami hambourgeois Ed. F. Weber en 1877[4],[6].
- Küste von Messina. 1879
- Adonisfest. 1884
- Tal von Wallendorf bei Weimar. 1886
- Motiv von Herrnskretschen – Felspartie. 1888
- Am Waldbache. Motiv vom Edmundsgrunde (sächs. Schweiz), 1888
- Pfirsichblüte in Loschwitz. 1888
- Feuchter Abend. 1888